# Athletic Club 2019-2020
Questa voce raccoglie le informazioni riguardanti l'Athletic Club nelle competizioni ufficiali della stagione 2019-2020.

## Maglie e sponsor
Il fornitore tecnico per la stagione 2019-2020 è New Balance, mentre lo sponsor ufficiale è Kutxabank.
| 1ª divisa | 2ª divisa |

## Organigramma societario
Come riportato nel sito ufficiale:
Commissione direttiva
- Presidente: Aitor Elizegi Alberdi
- Vicepresidente: Mikel Martínez Ortiz de Zárate
- Segretario: Fernando San José Martínez
- Contabile: Jon Ander de las Fuentes Inchausti
- Vicesegretaria: María José Tato Mera
- Tesoriere: Aitor Bernardo Urquijo

Area tecnica
- Allenatore:Gaizka Garitano
- Viceallenatore: Patxi Ferreira
- Allenatore dei portieri: Aitor Iru
- Aiutante di campo: Alberto Iglesias
- Preparatore atletico: Juan Iribarren
- Magazzinieri: Jon Eskalza, Iker López

Area sanitaria
- Medici: Josean Lekue, Paco Angulo
- Infermieri: Juanma Ipiña, Álvaro Campa
- Fisioterapisti: Beñat Azula, Isusko Ortuzar, Xabier Clemente

## Rosa
| N. |                   | Ruolo | Calciatore              |
| -- | ----------------- | ----- | ----------------------- |
| 1  | Spagna (bandiera) | P     | Unai Simón              |
| 3  | Spagna (bandiera) | D     | Unai Núñez              |
| 4  | Spagna (bandiera) | D     | Iñigo Martínez          |
| 5  | Spagna (bandiera) | D     | Yeray Álvarez           |
| 6  | Spagna (bandiera) | C     | Mikel San José          |
| 7  | Spagna (bandiera) | C     | Beñat Etxebarria        |
| 8  | Spagna (bandiera) | C     | Unai López              |
| 9  | Spagna (bandiera) | A     | Iñaki Williams          |
| 10 | Spagna (bandiera) | A     | Iker Muniain (capitano) |
| 11 | Spagna (bandiera) | A     | Iñigo Córdoba           |
| 12 | Spagna (bandiera) | C     | Gaizka Larrazabal       |
| 13 | Spagna (bandiera) | P     | Iago Herrerín           |
| 14 | Spagna (bandiera) | C     | Daniel García Carrillo  |

| N. |                                 | Ruolo | Calciatore       |
| -- | ------------------------------- | ----- | ---------------- |
| 15 | Spagna (bandiera)               | D     | Iñigo Lekue      |
| 16 | Spagna (bandiera)               | C     | Mikel Vesga      |
| 17 | Spagna (bandiera)               | D     | Yuri Berchiche   |
| 18 | Spagna (bandiera)               | D     | Óscar de Marcos  |
| 19 | Spagna (bandiera)               | A     | Ibai Gómez       |
| 21 | Spagna (bandiera)               | D     | Ander Capa       |
| 22 | Spagna (bandiera)               | C     | Raúl García      |
| 23 | Bosnia ed Erzegovina (bandiera) | A     | Kenan Kodro      |
| 24 | Spagna (bandiera)               | D     | Mikel Balenziaga |
| 25 | Spagna (bandiera)               | A     | Asier Villalibre |
| 31 | Spagna (bandiera)               | P     | Jokin Ezkieta    |
| 34 | Spagna (bandiera)               | C     | Oihan Sancet     |
| -  | Spagna (bandiera)               | A     | Aritz Aduriz     |

## Calciomercato

### Sessione estiva
| Acquisti | Acquisti       | Acquisti | Acquisti      |
| R.       | Nome           | da       | Modalità      |
| -------- | -------------- | -------- | ------------- |
| D        | Cristian Ganea | Numancia | fine prestito |
| C        | Mikel Vesga    | Leganés  | fine prestito |
| A        | Sabin Merino   | Leganés  | fine prestito |
| D        | Andoni López   | Almería  | fine prestito |
| D        | Xabier Etxeita | Huesca   | fine prestito |

| Cessioni | Cessioni        | Cessioni            | Cessioni          |
| R.       | Nome            | a                   | Modalità          |
| -------- | --------------- | ------------------- | ----------------- |
| C        | Mikel Rico      | Huesca              | cessione gratuita |
| D        | Xabier Etxeita  | Getafe              | cessione gratuita |
| P        | Álex Remiro     | Real Sociedad       | cessione gratuita |
| A        | Sabin Merino    | Leganés             | cessione gratuita |
| C        | Ander Iturraspe | Espanyol            | cessione gratuita |
| A        | Iñigo Vicente   | Mirandés            | inizio prestito   |
| C        | Peru Nolaskoain | Deportivo La Coruña | inizio prestito   |
| D        | Andoni López    | Elche               | inizio prestito   |
| P        | Hodei Oleaga    | Melilla             | inizio prestito   |

### Sessione invernale
| Acquisti | Acquisti | Acquisti | Acquisti |
| R.       | Nome     | da       | Modalità |
| -------- | -------- | -------- | -------- |
|          |          |          |          |

| Cessioni | Cessioni       | Cessioni          | Cessioni                  |
| R.       | Nome           | a                 | Modalità                  |
| -------- | -------------- | ----------------- | ------------------------- |
| D        | Cristian Ganea | Viitorul Costanza | inizio prestito           |
| A        | Aritz Aduriz   | -                 | ritiro                    |
| C        | Markel Susaeta | -                 | rescissione del contratto |

## Risultati

### Primera División
| Arbitro: | Carlos Del Cerro Grande |

|            |           |  |
| 89’ Aduriz | Marcatori |  |

| Arbitro: | Antonio Miguel Matéu Lahoz |

|          |           |              |
| 12’ Mata | Marcatori | R. García 6’ |

| Arbitro: | Estrada Fernández |

|                               |           |  |
| 11’ I. Williams 28’ R. García | Marcatori |  |

| Palma di Maiorca 13 settembre 2019, ore 21:00 UTC+1 4ª giornata | Maiorca                | 0 – 0 referto | Athletic Bilbao | Stadio de Son Moix\| Arbitro: \| Pablo González Fuertes \| |
| Arbitro:                                                        | Pablo González Fuertes |               |                 |                                                            |

| Arbitro: | Jesús Gil Manzano |

|                                  |           |  |
| 38’ (rig.) R. García 72’ Muniain | Marcatori |  |

| Arbitro: | González González |

|               |           |               |
| 62’ Rodríguez | Marcatori | R. García 59’ |

| Arbitro: | Mario Melero López |

|  |           |             |
|  | Marcatori | Čeryšev 27’ |

| Arbitro: | Medié Jiménez |

|           |           |  |
| 74’ Aspas | Marcatori |  |

| Arbitro: | Jesús Gil Manzano |

|              |           |                     |
| 33’ Williams | Marcatori | Martínez 71’ (aut.) |

| Arbitro: | Andrés Hernández |

|                       |           |  |
| 28’ Ñíguez 64’ Morata | Marcatori |  |

| Arbitro: | Juan Martínez Munuera |

|                                         |           |  |
| 4’ Muniain 17’ Muniain 79’ (aut.) Gómez | Marcatori |  |

| Vila-real 3 novembre 2019, ore 14:00 UTC+1 12ª giornata | Villarreal           | 0 – 0 referto | Athletic Bilbao | Stadio della Ceramica\| Arbitro: \| Santiago Jaime Latre \| |
| Arbitro:                                                | Santiago Jaime Latre |               |                 |                                                             |

| Arbitro: | Javier Alberola Rojas |

|                      |           |               |
| 57’ Muniain 88’ Capa | Marcatori | Postigo 45+1’ |

| Arbitro: | José María Sánchez Martínez |

|           |           |                        |
| 76’ Ávila | Marcatori | Williams 21’ Kodro 79’ |

| Arbitro: | Cordero Vega |

|                                    |           |  |
| 41’ (rig.) R. García 83’ Berchiche | Marcatori |  |

| Arbitro: | Valentin Pizarro Gomez |

|                                    |           |                            |
| 2’ Joaquín 11’ Joaquín 20’ Joaquín | Marcatori | Williams 44’ Berchiche 75’ |

| Bilbao 14 dicembre 2019, ore 18:30 UTC+1 17ª giornata | Athletic Bilbao    | 0 – 0 referto | Eibar | Stadio di San Mamés\| Arbitro: \| Mario Melero López \| |
| Arbitro:                                              | Mario Melero López |               |       |                                                         |

| Madrid 22 dicembre 2019, ore 21:00 UTC+1 18ª giornata | Real Madrid  | 0 – 0 referto | Athletic Bilbao | Stadio Santiago Bernabéu\| Arbitro: \| Cordero Vega \| |
| Arbitro:                                              | Cordero Vega |               |                 |                                                        |

| Arbitro: | González González |

|          |           |                  |
| 15’ Capa | Marcatori | Núñez 60’ (aut.) |

| Arbitro: | Cordero Vega |

|               |           |             |
| 76’ R. García | Marcatori | Rafinha 56’ |

| Arbitro: | José María Sánchez Martínez |

|              |           |                |
| 63’ de Tomás | Marcatori | Villalibre 12’ |

| Arbitro: | Javier Alberola Rojas Getafe |

|  |           |                     |
|  | Marcatori | Suárez 36’ Mata 50’ |

| Arbitro: | José Luis Munuera Montero |

|                    |           |              |
| 65’ Portu 83’ Isak | Marcatori | Williams 71’ |

| Arbitro: | Pablo González Fuertes |

|  |           |          |
|  | Marcatori | Oier 29’ |

| Arbitro: | Antonio Miguel Matéu Lahoz |

|                     |           |               |
| 28’ Pérez 90+1’ Ely | Marcatori | R. García 17’ |

| Arbitro: | Medié Jiménez |

|                      |           |  |
| 56’ (rig.) R. García | Marcatori |  |

| Arbitro: | José Luis Munuera Montero |

|            |           |                                                   |
| 76’ Sandro | Marcatori | López 4’ R. García 24’ Williams 87’ Córdoba 90+3’ |

| Arbitro: | González González |

|             |           |           |
| 37’ Muniain | Marcatori | Costa 39’ |

| Arbitro: | Eduardo Prieto Iglesias |

|                              |           |                                    |
| 19’ Kike García 79’ Orellana | Marcatori | R. García 8’ (rig.) Villalibre 81’ |

| Arbitro: | Valentin Pizarro Gomez |

|             |           |  |
| 7’ Martínez | Marcatori |  |

| Arbitro: | Jesús Gil Manzano |

|             |           |  |
| 71’ Rakitić | Marcatori |  |

| Arbitro: | Pablo González Fuertes |

|                                                |           |                    |
| 16’ (rig.) R. García 24’ Sancet 90’ Villalibre | Marcatori | Budimir 70’ (rig.) |

| Arbitro: | Estrada Fernández |

|  |           |                             |
|  | Marcatori | R. García 13’ R. García 47’ |

| Arbitro: | González González |

|  |           |                  |
|  | Marcatori | Ramos 73’ (rig.) |

| Arbitro: | Medié Jiménez |

|          |           |                      |
| 28’ Capa | Marcatori | Banega 69’ Munir 74’ |

| Arbitro: | Javier Alberola Rojas |

|            |           |                              |
| 71’ Bardhi | Marcatori | R. García 4’ R. García 45+1’ |

| Arbitro: | Juan Martínez Munuera |

|                           |           |  |
| 79’ Guerrero 90+4’ Assalé | Marcatori |  |

| Granada 19 luglio 2020, ore 21:00 UTC+1 38ª giornata                                  | Granada   | 4 – 0 referto | Athletic Bilbao | Nuevo Estadio de Los Cármenes |
| \| \| \| \| \| 29’ Soldano 55’ Puertas 67’ Fernández 90+3’ Montoro \| Marcatori \| \| |           |               |                 |                               |
|                                                                                       |           |               |                 |                               |
| 29’ Soldano 55’ Puertas 67’ Fernández 90+3’ Montoro                                   | Marcatori |               |                 |                               |

### Coppa del Re
| Elche 17 dicembre 2020, ore 21:00 UTC+1 Primo turno                 | Intercity | 0 – 3 referto                     | Athletic Bilbao | Stadio Manuel Martínez Valero |
| \| \| \| \| \| \| Marcatori \| Gómez 1’ Etxebarria 52’ Kodro 86’ \| |           |                                   |                 |                               |
|                                                                     |           |                                   |                 |                               |
|                                                                     | Marcatori | Gómez 1’ Etxebarria 52’ Kodro 86’ |                 |                               |

| Arbitro: | Cordero Vega |

|  |           |                                                           |
|  | Marcatori | Villalibre 26’ Berchiche 33’ Villalibre 69’ Berchiche 90’ |

| Arbitro: | José Luis Munuera Montero |

|                                                             |                      |                                             |
| 40’ Fidel                                                   | Marcatori            | Williams 4’                                 |
| R. García Muniain López Williams Villalibre Berchiche Vesga | Tiri di rigore 5 – 6 | Manuel Folch Nino Qasmi Sánchez Calvo Tekio |

| Arbitro: | Pablo González Fuertes |

|                                        |                      |                                             |
| 8’ Joselu 21’ Joselu 106’ (rig.) Gómez | Marcatori            | Williams 17’ Williams 54’ Berchiche 118’    |
| Sanz Nahuel Joselu Moore               | Tiri di rigore 5 – 7 | R. García Muniain Vesga Martínez Villalibre |

| Arbitro: | Juan Martínez Munuera |

|                |           |  |
| 90+3’ Williams | Marcatori |  |

| Arbitro: | Juan Martínez Munuera |

|             |           |  |
| 42’ Muniain | Marcatori |  |

| Arbitro: | Carlos Del Cerro Grande |

|                       |           |               |
| 76’ Sánchez Fernández | Marcatori | Berchiche 81’ |

| Siviglia Finale | Athletic Bilbao | – | Real Sociedad | Stadio de la Cartuja |

## Statistiche

### Statistiche di squadra
| Competizione     | In casa | In casa | In casa | In casa | In casa | In casa | In trasferta | In trasferta | In trasferta | In trasferta | In trasferta | In trasferta | Totale | Totale | Totale | Totale | Totale | Totale | DR  |
| Competizione     | G       | V       | N       | P       | Gf      | Gs      | G            | V            | N            | P            | Gf           | Gs           | G      | V      | N      | P      | Gf     | Gs     | DR  |
| ---------------- | ------- | ------- | ------- | ------- | ------- | ------- | ------------ | ------------ | ------------ | ------------ | ------------ | ------------ | ------ | ------ | ------ | ------ | ------ | ------ | --- |
| Primera División | 19      | 9       | 4       | 6       | 21      | 14      | 18           | 4            | 8            | 7            | 20           | 24           | 38     | 13     | 12     | 13     | 41     | 38     | +3  |
| Coppa del Re     | 2       | 2       | 0       | 0       | 2       | 0       | 5            | 2            | 2            | 1            | 12           | 6            | 7      | 4      | 2      | 1      | 14     | 6      | +8  |
| Totale           | 21      | 11      | 4       | 6       | 23      | 14      | 24           | 6            | 10           | 8            | 32           | 30           | 45     | 17     | 14     | 14     | 55     | 45     | +10 |

### Statistiche individuali
| Giocatore     | Primera División | Primera División | Primera División | Primera División | Coppa del Re | Coppa del Re | Coppa del Re | Coppa del Re | Totale   | Totale | Totale      | Totale     |
| Giocatore     | Presenze         | Reti             | Ammonizioni      | Espulsioni       | Presenze     | Reti         | Ammonizioni  | Espulsioni   | Presenze | Reti   | Ammonizioni | Espulsioni |
| ------------- | ---------------- | ---------------- | ---------------- | ---------------- | ------------ | ------------ | ------------ | ------------ | -------- | ------ | ----------- | ---------- |
| A. Aduriz     | 14               | 1                | 3                | 0                | 3            | 0            | 1            | 0            | 17       | 1      | 4           | 0          |
| Y. Álvarez    | 32               | 0                | 2                | 0                | 5            | 0            | 0            | 0            | 37       | 0      | 2           | 0          |
| M. Balenziaga | 9                | 0                | 1                | 0                | 2            | 0            | 0            | 0            | 11       | 0      | 1           | 0          |
| Y. Berchiche  | 33               | 2                | 7                | 0                | 6            | 4            | 2            | 0            | 39       | 6      | 9           | 0          |
| A. Capa       | 35               | 3                | 10               | 0                | 6            | 0            | 0            | 0            | 41       | 3      | 10          | 0          |
| I. Córdoba    | 24               | 1                | 4                | 0                | 2            | 0            | 0            | 0            | 26       | 1      | 4           | 0          |
| Ó. de Marcos  | 13               | 0                | 1                | 0                | 0            | 0            | 0            | 0            | 13       | 0      | 1           | 0          |
| E. Etxebarria | 11               | 0                | 0                | 0                | 3            | 1            | 0            | 0            | 14       | 1      | 0           | 0          |
| D. García     | 34               | 0                | 10               | 0                | 4            | 0            | 3            | 0            | 38       | 0      | 13          | 0          |
| R. García     | 36               | 15               | 12               | 0                | 7            | 0            | 1            | 0            | 43       | 15     | 13          | 0          |
| I. Gomez      | 17               | 0                | 0                | 0                | 3            | 1            | 0            | 0            | 20       | 1      | 0           | 0          |
| I. Herrerín   | 5                | -9               | 0                | 0                | 4            | -1           | 0            | 1            | 9        | -10    | 0           | 1          |
| K. Kodro      | 12               | 1                | 0                | 0                | 1            | 1            | 0            | 0            | 13       | 2      | 0           | 0          |
| G. Larrazabal | 10               | 0                | 0                | 0                | 1            | 0            | 0            | 0            | 11       | 0      | 0           | 0          |
| I. Lekue      | 14               | 0                | 0                | 0                | 4            | 0            | 0            | 0            | 18       | 0      | 0           | 0          |
| U. López      | 26               | 1                | 6                | 0                | 3            | 0            | 0            | 0            | 29       | 1      | 6           | 0          |
| I. Martínez   | 33               | 1                | 10               | 0                | 7            | 0            | 2            | 0            | 40       | 1      | 12          | 0          |
| I. Muniain    | 31               | 5                | 4                | 1                | 6            | 1            | 0            | 0            | 37       | 6      | 4           | 1          |
| U. Núñez      | 20               | 0                | 7                | 0                | 6            | 0            | 0            | 0            | 26       | 0      | 7           | 0          |
| O. Sancet     | 17               | 1                | 1                | 0                | 2            | 0            | 0            | 0            | 19       | 1      | 1           | 0          |
| M. San José   | 9                | 0                | 3                | 0                | 3            | 0            | 0            | 0            | 12       | 0      | 3           | 0          |
| M. Simón      | 34               | -29              | 2                | 1                | 3            | -2           | 1            | 0            | 37       | -31    | 3           | 1          |
| U. Vencedor   | 1                | 0                | 1                | 0                | 6            | 0            | 2            | 0            | 7        | 0      | 3           | 0          |
| M. Vesga      | 20               | 0                | 3                | 0                | 6            | 0            | 2            | 0            | 26       | 0      | 5           | 0          |
| A. Villalibre | 19               | 3                | 0                | 0                | 4            | 2            | 0            | 0            | 23       | 5      | 0           | 0          |
| I. Williams   | 38               | 6                | 3                | 0                | 7            | 4            | 2            | 0            | 45       | 10     | 5           | 0          |